# Composição VIII (Kandinsky)
Composição VIII é uma pintura a óleo sobre tela realizada pelo artista russo Wassily Kandinsky em 1923. Em Composição VIII, Kandinsky inclui, pela primeira vez, na série "Composição" o círculo como sinal de perfeição e conotação cósmica. No espaço de dez anos, é visível a diferença acentuada entre Composição VII, caracterizada por sensações apocalípticas, e esta pintura com um ritmo geométrico. [carece de fontes?]
Este trabalho, apresenta as influências avant-garde apreendidas por Kandinsky enquanto esteve na Rússia, antes de regressar à Alemanha para leccionar na Universidade Bauhaus: as tendências geométricas do Suprematismo e do Construtivismo. [carece de fontes?]
No quadro, o vocabulário geométrico inclui o círculo, o semicírculo, o ângulo e as linhas direitas ou curvas. Além do círculo dominante disposto no topo à esquerda, rodeado por formas redondas coloridas, há um padrão de grid que se aproxima dos círculos, nunca os atravessando. Este conjunto de elementos conflitantes que distingue a obra de quadros anteriores de Kandinsky.
O novo elemento dominante da sua composição, portanto, é a forma e os seus contrastes, e não a cor — percebe-se o circulo à esquerda em cima, face às linhas do lado direito. Por outro lado, note-se o contraste entre cores formas entre o circulo amarelo com uma auréola azul, e o circulo azul com auréola amarela; e, ainda, a interacção das formas geométricas que alternam entre dinâmicas e calmas, ou agressivas e tranquilas. Em Composição VIII a profundidade e o espaço da composição são definidos por camadas de cor no plano de fundo: azul claro em baixo; branco no meio; e amarelo em cima
O surgimento do círculo neste trabalho de Kandinsky viria ser muito importante nos seus trabalhos seguintes. Sobre ele, o artista disse que "é a síntese das grandes oposições. Ele combina o concêntrico e o excentrico numa única forma e equilíbrio. Das três formas primárias, o círculo é aquela que se direcciona claramente para a quarta dimensão."